# Sergiu Celibidache
Sergiu Celibidache (født 28. juni 1912 i Roman, Rumænien, død 15. august 1996) var en rumænsk dirigent.

## Uddannelse
Han blev født i Neamt i Moldavien, men da han var et halvt år flyttede familien til Iasi. Her voksede han op som søn af en landsbypræst, og efter studentereksamen studerede han filosofi og matematik i Bukarest, samtidig med at han modtog klaverundervisning. Han var også en talentfuld fodboldspiller og spillede på det rumænske fodboldlandshold i midten af 1930'erne. Han fortsatte studierne i filosofi og matematik i Paris, samtidig med at han fortsat modtog klaverundervisning. Da han var imod faderens ønske om, at han skulle gå ind i politik, forlod han hjemmet i 1935. I 1936 rejste han til Berlin for at studere videre. Her opsøgte han komponisten Heinz Tiessen, af hvem han havde hørt en kvartet i den rumænske radio. Derpå gennemførte han intense universitetsstudier frem til 1945, herunder også videregående studier i komposition og direktion på Hochschule für Musik under Tiessen, Hugo Distler og Walter Gmeindl. Foruden filosofi og matematik studerede han musik ved Friedrich Wilhelm Universitetet med særlig vægt på Josquin Des Prez – den flamske 1500-tals-komponist, der med sine polyfone værker fik stor indflydelse på 1600-tallets komponister. Han fandt også tid til egne kompositioner (af hvilke der var adskillige koncerter, fugaer og fire symfonier, der først nu opføres). Han gik desuden til orkesterprøver og koncerter med Wilhelm Fürtwangler og Berliner Philharmonikerne, hvilket gav den unge Celibidache uforglemmelige oplevelser. Han var endvidere et sprogtalent og lærte sig 13 sprog.
Men tiden i Tyskland under krigen var ikke let for Celibidache. En vigtig kontakt for ham var mødet i 1939 med den tyske buddhistiske præst Martin Steinke (Dao Jun), som introducerede ham til zenbuddhismen, og med hvem han havde et skønt venskab. Sergiu Celibidache var tvunget til fra en ung alder at klare sig selv, og for at tjene til livets ophold fik han i 1940 job som repetitørpianist for en danser, som han fulgte på turneer. Han arbejdede stadig med egne kompositioner, men begyndte også med at dirigere; først for jernbanearbejderkoret og siden for sporvognskontrollørernes kor. Dengang opfattede han sig selv først og fremmest som komponist. De første engagementer fik han i årene 1941-1942 for amatørkoret Orchester Berliner Musikfreunde (Orkester for musikkens venner i Berlin), med hvilket han havde mindst syv offentlige koncerter, og til hvilket han dedikerede en forsøgskomposition. Helt fra begyndelsen forbavsede Celibidache med sin overordentligt gode hukommelse ved at kunne alle de værker, han dirigerede, udenad. Endvidere organiserede Celibidache kammerkoncerter under egen direktion med studenterkoret ved Berlins musikvidenskabsfakultet – bl.a. fortolkede det Bachs Brandenburgkoncerter. Hans resultater var helt fra starten imponerende. Således udtalte hans lærer Heinz Tiessen dengang i et interview, at hans foretrukne dirigenter foruden Furtwängler var Sergiu Celibidache.[kilde mangler]
Som afslutning på sine studier skrev han afhandlinger der gav ham doktorgrader i både musik (afhandling om Josquin Des Prez Formbildende Elemente in der Kompositionstechnik Josquins des Pres), filosofi og matematik.
Livsbetingelserne i Berlin under 2. verdenskrig for Celibidache, der altid havde været fattig, var særdeles anstrengte. Normalt havde han overhovedet ingen penge, han tabte sig og klarede sig kun, fordi nogle af sporvognsfunktionærerne havde stillet et værelse til rådighed for ham (i berlinerkvarteret Halensee, i Eisenbahnstrasse 26A). Sergiu Celibidache var indskrevet som en student med særlige evner med hjemlandet Rumænien, så han blev ikke tvunget ud som soldat. Han fik tilladelse til at fortsætte sine studier i Berlin under hele 2. verdenskrig. Da lærerne blev tvunget til at forlade deres jobs på grund af krigen, måtte Sergiu Celibidache undervise i flere fag for at erstatte sine kollegaer. Samtidig var det en konstant kamp for overlevelse – uden mad og midt i bombardementerne.

## Karriere
Første gang man lagde mærke til Celibidache som dirigent var efter krigen, da han 11. august 1945 afholdt en koncert med Berlin Kammerorkester. Kort tid efter deltog han i en dirigentkonkurrence arrangeret af Berlins Radioorkester (Rundfunk Sinfonieorchester Berlin), som han vandt i en alder af 33 år. På den tid var Berlins berømte Philharmonikere ramt af, at deres chefdirigent, Wilhelm Fürtwangler, havde forbud mod at dirigere, før han var blevet "afnazificeret", og hans afløser, Leo Borchard, havde netop sygemeldt sig. I forsøget på at finde en dirigent uden "lig i lasten". opdagede orkestret Celibidache og indbød ham til at dirigere en koncert. Således blev han også dirigent pro tempore for Berliner Philharmonikerne og genopbyggede orkestret i perioden 1945-52. Den 29. august 1945 dirigerede han således Berliner Philharmonikerne for første gang med stor succes. På programmet stod ouverturen til Barberen i Sevilla af Rossini, "Fagors koncert" fra Weber-operaen 76 og Dvořáks 9. symfoni. I februar 1946 blev han derfor fast chefdirigent for Berliner Philharmonikerne. Den 21. december 1946 uropførte han Sjostakovitj' 7. symfoni. Russerne optog koncerten på bånd, selvom Celibidache klart tilkendegav, at han var imod optagelsen – en holdning han fastholdt resten af livet. I den samme periode arbejdede han også i Storbritannien, delvist for at promovere pianisten Eileen Joyce. Hun har kaldt Celibidache den største dirigent, hun nogensinde har arbejdet med: "(...) han var den eneste, der fandt ind til min sjæl."
I 1946 i den indledende fase med Berliner Philharmonikerne dirigerede han 108 koncerter. Samme år mødtes han med Wilhelm Furtwängler for første gang, og de startede en korrespondance. Celibidache begyndte også at undervise på Det Internationale Musikinstitut i Berlin. I 1948 stod Celibidache for første gang i spidsen for et andet førende orkester – London Philharmonic Orchestra. Samme år gennemførte han den første turné efter krigen med Berliner Philharmonikerne i England, og honorerede sin første og eneste pladekontrakt med produceren Walter Legge. Efter at have aflyttet de meningsløse lyde brød Celibidache sig aldrig mere om den optagne udførelse frem for karakteren af de direkte koncerter. Han anså pladeafspilning for at forhindre tilhørerne i at kunne påvirke musikken og kunne kun bidrage med en deform repræsentation af virkeligheden. 25. maj 1947 dirigerede Fürtwangler for første gang efter krigen. Efter Fürtwanglers tilbagevenden i 1948 blev Celibidache meddirigent. Han dirigerede de mest moderne værker med uropførelser af f.eks. Bergs violinkoncert og værker af Blancher, Höffer, Raphael, Tiessen, Hindemith og Wellesz; men efter Fürtwanglers død og 414 koncerter blev han vraget til fordel for Herbert von Karajan. Han blev så vred, at han ikke spillede med orkesteret i 37 år.
Han modtog 29. november 1954 udmærkelsen "Big cross of merit" fra RTA, hvor han samtidig for sidste gang dirigerede Berliner Philharmonikerne. Dagen efter døde Fürtwangler, og en epoke var slut også for Celibidache. Fra 1953 til 1967 var han meget aktiv i Italien med orkestrene på La Scala, L’Academia di Santa Cecilia, La Radio Orchestra di Roma, Milano, Torino, Napoli, Bologna og Firenze. Han dirigerede også Caselle, Malipiero, Petrassi, Dallapiccola og Ghedini. 1960-1963 arbejdede han intenst med Det Kongelige Kapel i København og på en succesfuld europaturné.
Han blev en stor inspirator for Det Kongelige Kapel. Da han ankom første gang til København i maj 1960, var han "freelancer". Han var på det tidspunkt allerede blandt musikere elsket, beundret, hadet og frygtet. Fra det øjeblik han steg ud af flyvemaskinen i Kastrup lufthavn, var han genstand for den allerstørste mediebevågenhed – og han forstod at udnytte og overraske pressen lige fra starten: "Nå, dér var brasilianerne nok ved at få ørerne i maskinen", sagde han på fejlfrit dansk. Han forklarede så de forundrede journalister, at det var en sætning, han havde hørt 25 år tidligere, da han havde været fodboldspiller på det rumænske landshold. Celibidache gik straks i gang med prøver på Mozart, Ravel og Tjajkovskij på en kompromisløs måde, der fra starten udfordrede orkestret til det yderste. Prøverne blev overværet af Celibidaches private elever: to italienere, en spanier, en tysker, en englænder og to danske (Francesco Cristofoli og Carl Chr. Toftlund) samt musikernes familiemedlemmer, bl.a. Peter Bastian. Den første kapelkoncert under Celibidache i Odd Fellow Palæet hensatte publikum i ekstase. Det var Verdis Requiem. Derpå fulgte en treugers europaturné (29. oktober – 20. november 1961).
I maj 1965 giftede Celibidache sig med Ioana Procopie Dumitrescu. Han arbejdede også med radioorkestre i Stockholm (1964-71), Stuttgart (1971-77) og Paris (1973-75). Fra 1979 til sin død stod han i spidsen for München Philharmonikerne. I Danmark dirigerede han Radiosymfoniorkestret i Ravels Boléro til en tv-optagelse fra Radiohusets Koncertsal 1971.
Celibidache modtog Léonie Sonnings Musikpris og den svenske orden Chevalier of Vasa-Order i 1970.
Fra 1972 indledte han med en række "master classes" i Siena og Bologna. Han blev chefdirigent for Stuttgart Radioorkester 1972-1977. Med det lavede han for første gang en grammofonindspilning af sin komposition Der Taschengarten til fordel for børn i den tredje verden; hele overskuddet blev doneret til UNICEF. I perioden 1973-1975 var Celibidache førstedirigent for Paris Radioorkester. Han dirigerede Dutilleux’ Métaboles i en mindeværdig opførelse. I 1978 blev Celibidache udnævnt til professor ved Universitetet i Mainz. Indtil 1992 underviste han i musikemner i fire uger om året. Han søgte at lære studenterne at komme ud over deres indlærte færdigheder og de originale impulser hos en komponist gennem arten og lyden, som den udvikler sig i den pågældende akustik.
I perioden 1978-1980 gav Celibidache koncerter i Japan med NHK-orkestret i Tokyo. I juni 1979 udnævntes Celibidache til "Generalmusikdirektor" i München og chefdirigent for München Philharmonikerne. Siden var det hans vigtigste orkester. Han dirigerede flere moderne tyske komponisters værker f.eks. Bialas, Genzmer og Hamel. Fra dengang og frem rejste Celibidache og "hans" Philharmonikere rundt i hele verden, på turnéer i Europa, Nordamerika, Sydamerika, Japan, og resten af Asien, samt Rusland og det tidligere USSR. Han kom også som gæstedirigent til Danmark, nemlig for Sønderjyllands Symfoniorkester og i 1978 Odense Symfonikerne.
Fra 1980 til 1982 udførte han "master classes" i direktion af München Philharmonikerne. I 1984 havde han en måneds undervisning af konservatorieorkestret på Curtis instituttet, hvilket affødte koncerter i Philadelphia og New York.
Fra 1985 arbejdede Celibidache jævnligt med München Konservatorieorkester (Hochschule für Musik) for at undervise dem i "the big"-repertoire. I somrene 1987 og 1988 arbejdede Celibidache med nye orkestre i Slesvig-Holsten, hvilket blev efterfulgt med en Europa-turné.
I 1991 blev Celibidache udnævnt til honorær professor ved Münchens konservatorium og honorær professor i Berlin. Den 31. marts og 1. april 1992 på foranledning af den tyske præsident accepterede Celibidache at dirigere Berliner Philharmonikerne efter 37 års fravær. I juni 1992 modtog Celibidache det tyske Bundesverdienstkreuz. I november 1992 holdt han sin sidste koncert i München efterfulgt af en koncert i Japan med pianisten Arturo Benedetti Michelangeli – den musiker han længst og tættest havde haft inde på livet (Michelangeli døde i juni 1995). I 1993 blev Celibidache hyldet som æresborger af München, og i 1995 blev han kåret til "Commandeur des Arts et des Lettres" af den franske regering.
I juli 1995 vendte Celibidache tilbage med nogle nye "master classes", denne gang på Schola Cantorum i Paris. For første gang blev Celibidache tvunget til at holde en lang pause for at blive frisk igen. Efter en kort serie koncerter i september var han tilbage på podiet fra nytår indtil juni 1996, hvor han gav sin sidste koncert i München.
Hans repertoire var stort set udelukkende romantiske og senromantiske komponister. Han roses især for sine opførelser af symfonier af Anton Bruckner og Johannes Brahms, men han arbejdede også med komponister som Beethoven, Debussy, Ravel og Richard Strauss.

## Arbejdsmåde
Celibidache var en meget grundig dirigent, der blandt andet var influeret af buddhistiske tanker, og i forbindelse med koncerterne søgte han en "transcendental oplevelse". Han var kendt for at stille store krav til orkestrene med lange øveforløb.
Celibidache mente, at musik skulle opleves live, hvorfor han kun har indspillet musik i meget begrænset omfang. Mange af hans koncerter er dog bevaret og efter hans død udsendt på plade med hans families velsignelse.
Han satte sit særpræg på koncerterne ved et langsommere tempo end normalt, eksempelvis ved en koncert i Carnegie Hall i New York i 1989, hvor Bruckners 4. symfoni stod på programmet. Den varede i Celibidaches udgave 89 minutter, i Otto Klemperers 61 minutter.